# New York Film Critics Circle Awards 1969
La 35ª edizione della cerimonia dei New York Film Critics Circle Awards, annunciata il 29 dicembre 1969, si è tenuta il 25 gennaio 1970 ed ha premiato i migliori film usciti nel corso del 1969.

## Vincitori e candidati

### Miglior film
- Z - L'orgia del potere (Z), regia di Costa-Gavras
- Oh, che bella guerra! (Oh! What a Lovely War), regia di Richard Attenborough
- La caduta degli dei, regia di Luchino Visconti

### Miglior regista
- Costa-Gavras - Z - L'orgia del potere (Z)
- Richard Attenborough - Oh, che bella guerra! (Oh! What a Lovely War)
- Luchino Visconti - La caduta degli dei

### Miglior attore protagonista
- Jon Voight - Un uomo da marciapiede (Midnight Cowboy)
- Dustin Hoffman - Un uomo da marciapiede (Midnight Cowboy)
- Robert Redford - Gli spericolati (Downhill Racer)

### Miglior attrice protagonista
- Jane Fonda - Non si uccidono così anche i cavalli? (They Shoot Horses, Don't They?)
- Vanessa Redgrave - Isadora
- Maggie Smith - La strana voglia di Jean (The Prime of Miss Jean Brodie)

### Miglior attore non protagonista
- Jack Nicholson - Easy Rider
- Elliott Gould - Bob & Carol & Ted & Alice

### Miglior attrice non protagonista
- Dyan Cannon - Bob & Carol & Ted & Alice
- Catherine Burns - I brevi giorni selvaggi (Last Summer)
- Delphine Seyrig - Baci rubati (Baisers volés)

### Miglior sceneggiatura
- Paul Mazursky e Larry Tucker - Bob & Carol & Ted & Alice
- François Truffaut, Claude de Givray e Bernard Revon - Baci rubati (Baisers volés)
- Luchino Visconti, Enrico Medioli e Nicola Badalucco - La caduta degli dei